# Philomena (film)
Philomena is een Britse tragikomische film uit 2013 geregisseerd door Stephen Frears, met hoofdrollen voor Steve Coogan en Judi Dench. Het script, van de hand van Steve Coogan en Jeff Pope, won op het 70e Filmfestival van Venetië de prijs voor het beste scenario.
De film is gebaseerd op het boek The Lost Child of Philomena Lee van Martin Sixsmith, dat het waargebeurde verhaal vertelt van de zoektocht van de Ierse Philomena Lee naar haar zoon, die ze vijftig jaar geleden heeft af moeten staan, als ongehuwde moeder. Het boek legt meer nadruk dan de film op het leven dat deze Michael/Anthony had na de adoptie.

## Rolverdeling
| Acteur              | Personage         |
| ------------------- | ----------------- |
| Judi Dench          | Philomena         |
| Steve Coogan        | Martin Sixsmith   |
| Mare Winningham     | Mary              |
| Michelle Fairley    | Sally Mitchell    |
| Barbara Jefford     | Zuster Hildegarde |
| Ruth McCabe         | Moeder Barbara    |
| Peter Hermann       | Pete Olsson       |
| Sean Mahon          | Michael           |
| Anna Maxwell Martin | Jane              |

## Prijzen en nominaties
De film ontving in 2014 drie Golden Globe Award-nominaties en vier Academy Award-nominaties en de tweede plaats op het Filmfestival van Toronto in 2013. De film won in 2014 een BAFTA Award en negen prijzen op het Filmfestival van Venetië in 2013.